# Skároš
Skároš (dříve Skaroš, maďarsky Eszkáros, Szkáros) je obec na Slovensku v okrese Košice-okolí. Žije v ní přibližně 1 100 obyvatel.

## Historie
Skároš, který se nachází asi 20 km jižně od Košic, bezprostředně u maďarské hranice, je velmi stará vesnice. První písemná zmínka pochází z roku 1270 v rámci popisu hranic panství hradu Füzér. Zmíněna je jako zem Skároš. Ta se nacházela na hranici a patřila už Mikulášovi, synovi Abu. Tento pocházel z tzv. nádoštské větve rodu Abovců.
Druhou písemnou zmínku známe z roku 1327, kdy je Skároš uveden při popisu země Kalša, s níž také sousedil. Zmínka hovoří o zemi Zkarus. Vesnice Skároš je v údolí pod Slanskými vrchy. Toto území bylo osídleno a kultivováno již ve 13. století.
Po smrti Dominika, syna Lacka a vnuka zmíněného Mikuláše, syna Abu, rod vymřel po meči, protože Dominik neměl syna. Tehdy král Karel v roce 1335 daroval nádoštské panství palatinovi Drugethovi. V zápisu, který jmenuje vesnice spadající pod toto panství, se zmiňuje i Skároš. Podle zápisu z roku 1387 je známo, že ve Skároši už stál kostel.
V roce 1415 však již Skároš patřil Petrovi z Banské Bystrice a jeho bratrovi Štěpánovi, jejichž rod se označoval jako Zudar z Olnódu. Jim vesnice patřila i za portálního soupisu v roce 1427, kdy tam bylo 15 port.
V té době se nepočítalo obyvatelstvo, ale tzv. porty. Porta je brána vedoucí do hospodářské usedlosti, kterou může projet vůz tažený koňmi. Pokud vezmeme v úvahu, že v jedné takové usedlosti bylo se služebnictvem minimálně sedm lidí, pak v roce 1427 měl Skároš minimálně 105 obyvatel.

## Přírodní poměry
Od roku 1950 se východně od vesnice nacházela přírodní rezervace Marocká hoľa. V roce 2021 byla zrušena a nahrazena přírodní rezervací Pralesy Slovenska – Marocká hoľa.

## Pamětihodnosti
- Kúria rodiny Fekete, jednopodlažní, klasicistní, dvojtraktová stavba s půdorisem ve tvaru obdélníku z první třetiny 19. století.[2] Fasádě kúrie dominuje triaxiální portikus s přelamovaným štítem s erbem rodu. V současnosti je objekt v dezolátním stavu a chátrá.
- Kostel reformované církve, jednolodní, původně toleranční stavba s polygonálním závěrem a předsunutou věží z konce 18. století. Zásadní přestavbou prošel v roce 1932. Interiér je plochostropý, nachází se zde dřevěná tříramenná empora.[3] Kostel má hladkou fasádu a půlkruhově ukončená okna. Věž je ukončena střechou ve tvaru jehlanu.
- Římskokatolický kostel Růžencové Panny Marie, jednolodní modernistická stavba se segmentově ukončeným presbytářem a věží tvořící součást stavby z roku 1939.[4] Kostel má hladkou fasádu s půlkruhově ukončenými okny. Plochá hranolová věž je dekorována reliéfním křížem nad markýzou vstupu.

## Galerie

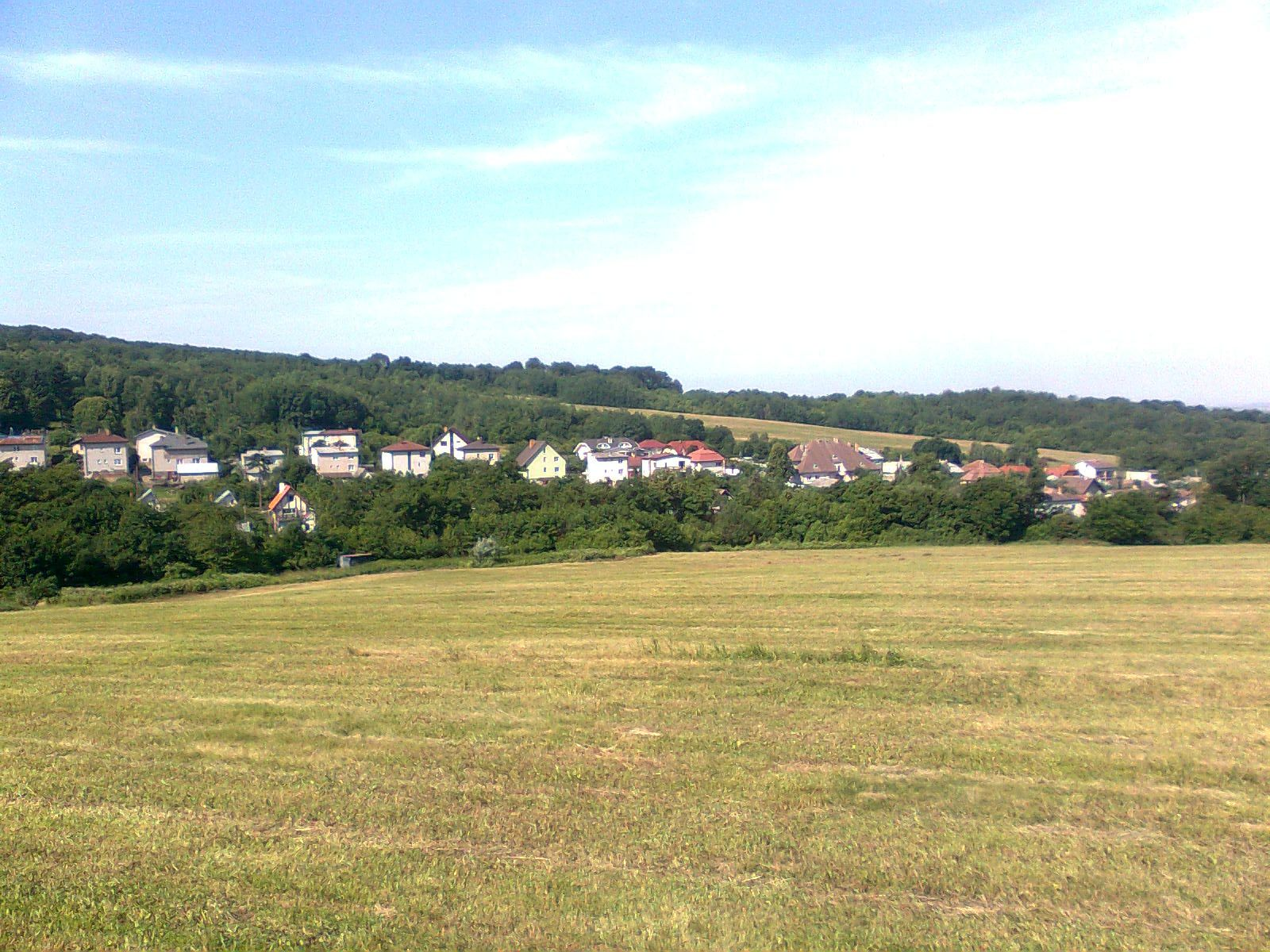
Pohled ze severu
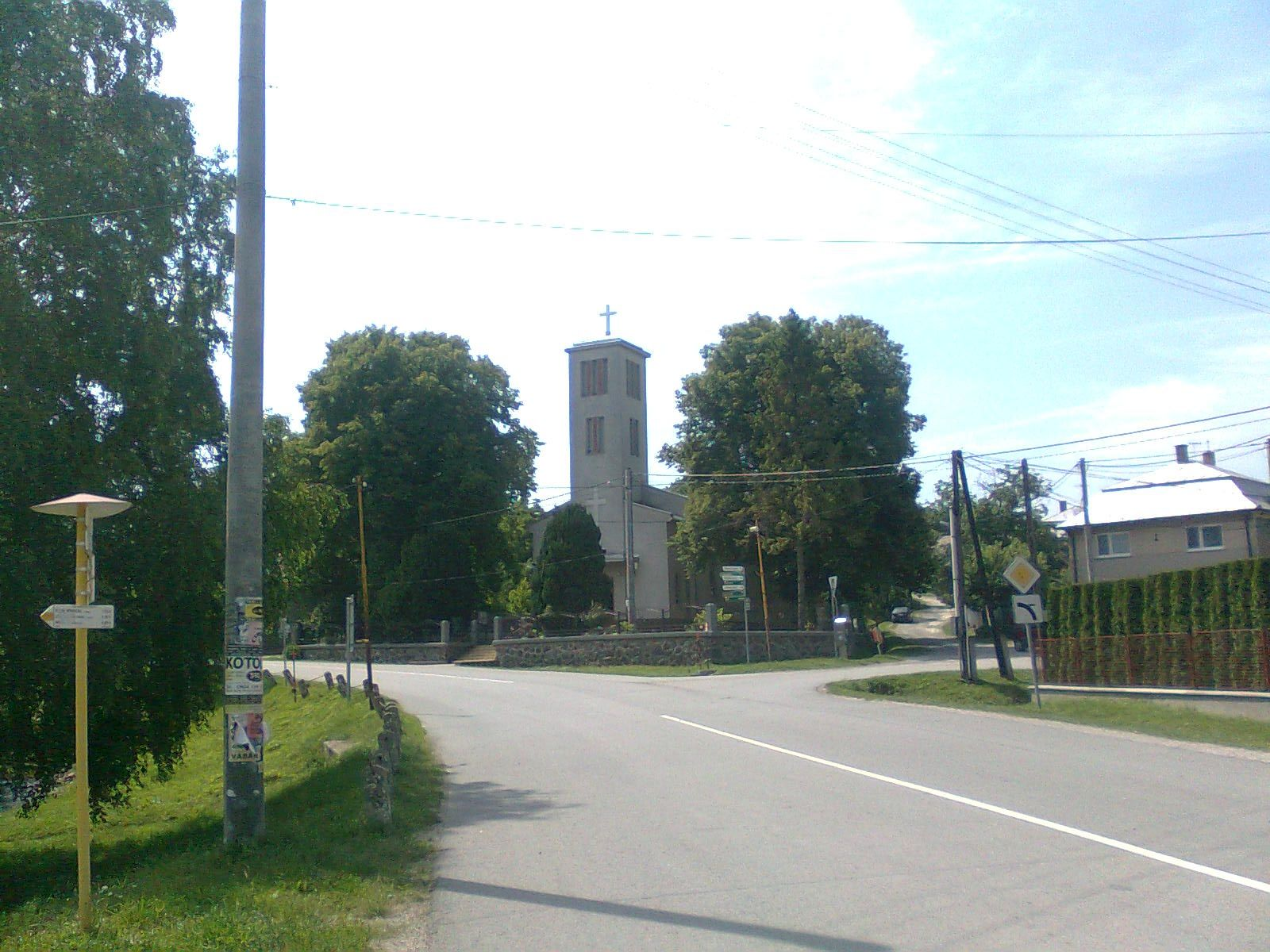
Kostel Růžencové Panny Marie
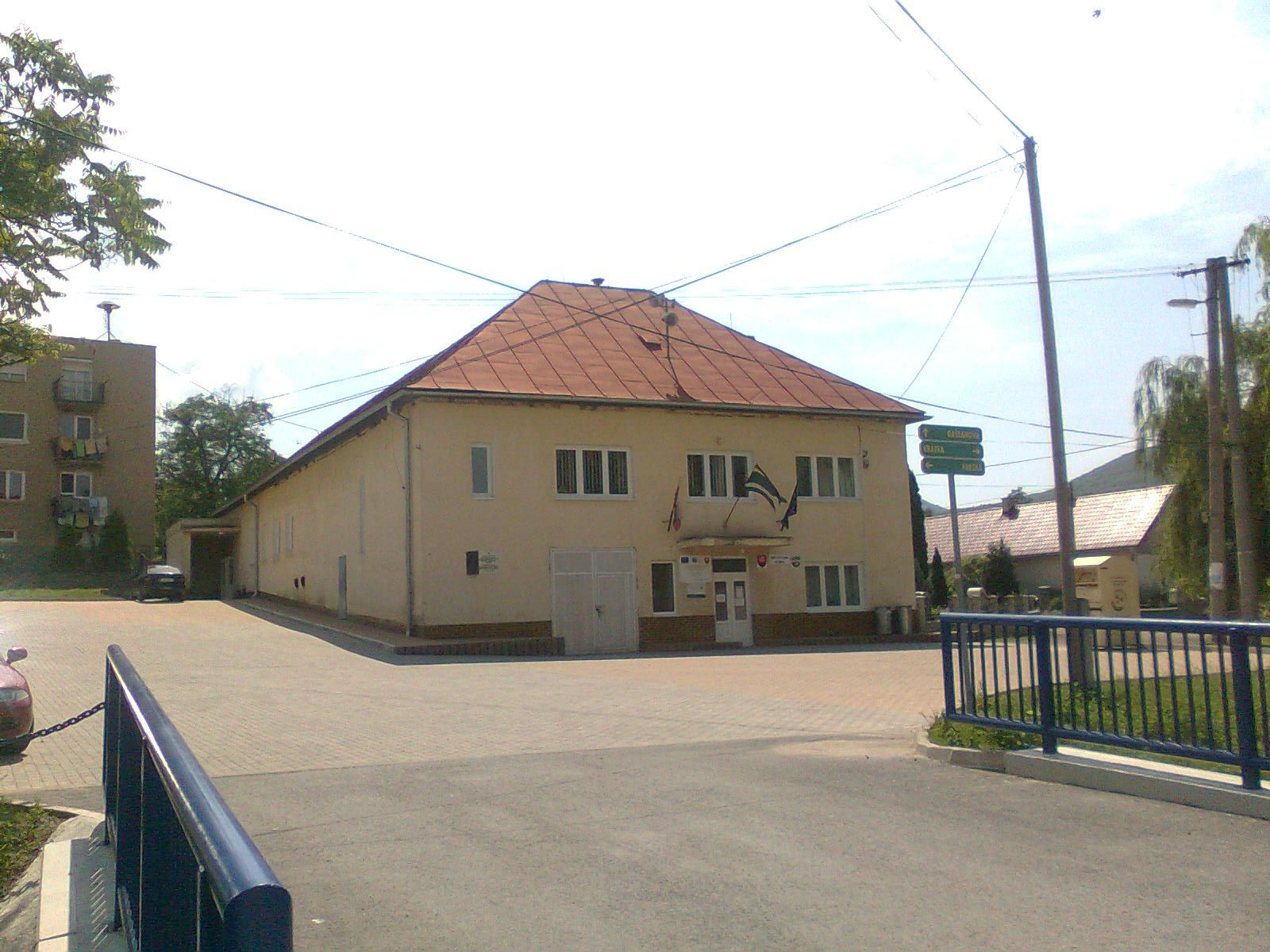
Obecní úřad